# جنگ سیسیل

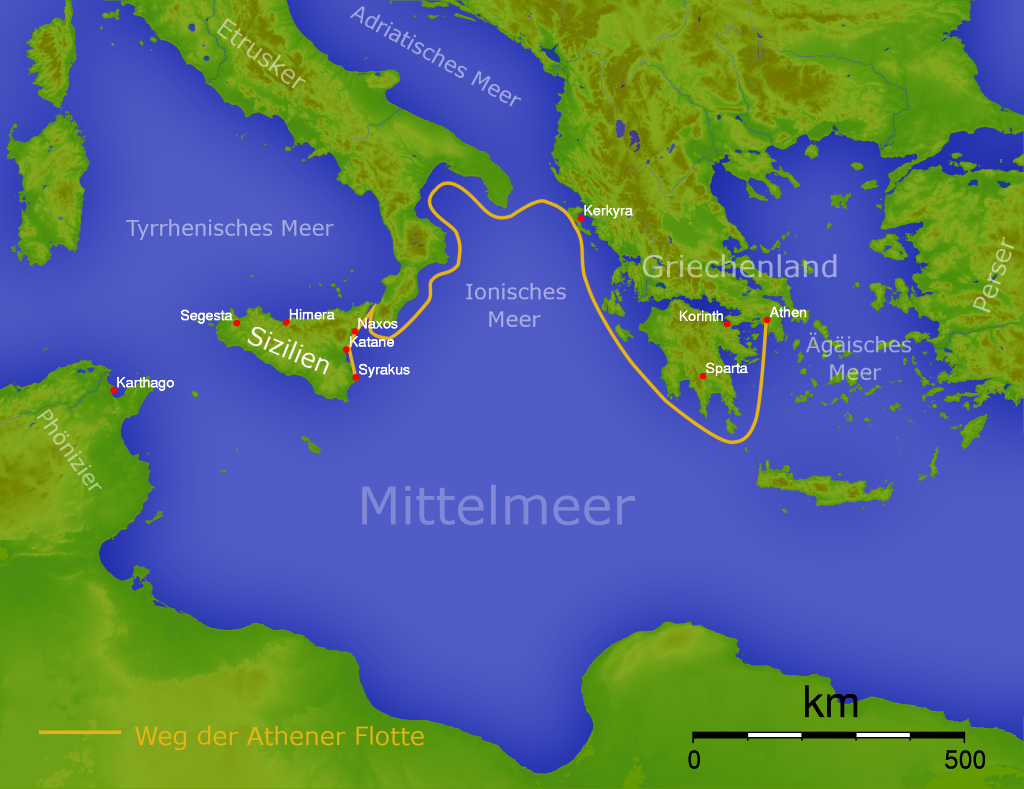
مسیر حمله ناوگان نیروی دریایی آتن به سیسیل

جنگ سیسیل، یکی از جنگهای کشورگشایانهٔ آتن در عصر باستان، علیه جزیرهٔ سیسیل است که در سال ۴۱۶ قبل از میلاد و به قصد ضمیمه کردن این جزیره به قلمرو تحت سلطه آتن صورت گرفت، امّا نتیجه‌ای جز شکست برای آتن به همراه نداشت. این جنگ، جزئی از سلسله جنگ‌های خونین و مرگباری است که در سدهٔ پنجم قبل از میلاد، سرتاسر یونان را فراگرفت و در تاریخ یونان باستان به جنگ‌های پلوپونزی مشهور شد.
در جریان این جنگ، شاه بزرگ (اصطلاحی که در کتابهای یونانی، همواره و همه جا در مورد شاهنشاه ایران به کار رفته‌است) با تجهیز نمودن مردان اسپارت که متحدان سنتی سیسیل بودند، به یاری اهالی سیسیل شتافت، و با شکست سپاهیان آتن، بدانها درسی به یاد ماندنی داد. به ظن قریب به یقین، شاه بزرگ در دوران بروز جنگ سیسیل (که از سال ۴۱۶ قبل از میلاد آغاز شده و دامنه آن تا سال ۴۱۳ قبل از میلاد کشیده شده‌است.

## شروع جنگ
در حدود سال ۴۱۶ قبل از میلاد، آلکیبیادس (آلکی بیاد)سیاستمدار و سردار مشهور اهل آتن، به فکر تسخیر جزیرهٔ سیسیل و ضمیمه کردن این جزیره به قلمرو تحت نفوذ آتن افتاد.
عده‌ای از مردان آتنی، از جمله به ویژه نیسیاس با عقیدهٔ لشکرکشی به جزیرهٔ سیسیل مخالف بودند. نیسیاس سعی کرد تا شورای عمومی را به مخالفت با این جنگ ترغیب کند، امّا در نهایت الکیبیادس با قدرت بیان بالای خود، شورای عمومی را وادار به موافقت با این جنگ کرد.
شورای عمومی سرانجام لشکرکشی به سیسیل را پذیرفت و فرماندهی جنگ را، بر عهدهٔ آلکیبیاد و نیسیاس، سرداران مقتدر یونانی سپرد.
قشون مجهّز نیروی دریایی آتن در تابستان سال ۴۱۵ قبل از میلاد، به سمت جزیرهٔ سیسیل حرکت کرد، در حالیکه یک شب قبل از حرکت این قشون، مجسمهٔ هرمس در معبد مخصوص آن، بر زمین افتاد و شکست. آتنی‌ها، این حادثه یعنی افتادن و شکستن مجسمه را، شوم و نامبارک تصوّر کردند و ضمن مربوط دانستن آن به ماجرای لشکرکشی به سیسیل، آلکیبیادس را در این زمینه مقصّر معرفی نمودند. امّا آلکیبیادس باز به سرعت وارد عمل شد و باز با قدرت بیان بالای خود به توجیه موضوع و رفع تقصیر از خود پرداخت.
آلکیبیادس سپس از پیره قدری شراب با آب مخلوط نمود و به دریا ریخت تا عموم مردم و سپاهیان را متقاعد سازد که از موضوع رفع شگون نموده‌است و به این ترتیب سپاه آتن به راه افتاد و عازم سیسیل شد.

## نتیجهٔ جنگ
در سیسیل جنگ شدیدی میان سپاه آتن و اهالی جزیرهٔ سیسیل در گرفت، دیری نپائید که اسپارتی‌ها هم به یاری اهالی جزیرهٔ سیسیل شتافتند و چون اسپارتی‌ها در این زمان با شاه بزرگ، یعنی شاهنشاه ایران، پیمان اتحاد بسته بودند و قدرت ایران پشتوانهٔ اهالی سیسیل شده بود، دیری نپائید که نیروی دریایی آتن، متحمّل شکستی سخت گردید. به خصوص که مابین سرداران آتنی نیز، اختلاف شدید افتاده بود.
پس از معرکهٔ سیسیل و شکست آتن، الکیبیادس فرار کرد و به پلوپونز رفت. نیسیاس، با اینکه از ابتدا با این جنگ مخالف بود، امّا به اتفاق سپاهیانش به محاصرهٔ سیراکوز (سیراکیوز) (ایالتی در جنوب شرقی جزیره سیسیل) پرداخت، امّا او نیز شکست خورد و به اتفاق سپاهیان باقیمانده‌اش، تسلیم سیراکوزی‌ها شد.
ملاحان آتنی، قبل از تسلیم، بقایای کشتی‌های جنگی خود را سوزاندند تا به دست دشمن نیفتد. مورخین یونانی، تاریخ تسلیم نیسیاس را در سال ۴۱۳ قبل از میلاد نوشته‌اند. سیراکوزی‌ها نیسیاس را به قتل رسانیدند و سپاهیانش را به بردگی و اسارت گرفتند.
بدین ترتیب بعد از شکست یونان و قتل نیسیاس، عدهٔ زیادی از سپاهیان که همان آتنی‌ها بودند، اسیر سیراکوزی‌ها شدند و سیراکوزی‌ها برای تحقیر بیشتر آتنی‌ها، بر پیشانی این اسیران، اسبی نقش کردند و آنها را به عنوان برده در بازار فروختند.

## رسیدن خبر شکست به آتن
امّا خبر شکست مفتضحانهٔ آتن در جنگ سیسیل، و اینکه اهالی سیسیل با یاری شاه بزرگ (شاهنشاه ایران) و مردان اسپارت، موفق به نابودی تمامی قشون آتن شده بودند، مدتی بعد به آتن رسید. نحوهٔ رسیدن این خبر به آتن نیز، بسیار جالب توجه بود:
یک مسافر که در راه سفر خویش از جزیرهٔ سیسیل گذشته بود و از ماجرای شکست شدید آتن و فرار و کشته شدن سرداران آتنی و قتل و اسارت سپاهیان به خوبی اطلاع داشت و بسیاری از اسرای اهل آتن را به چشم دیده بود، روزی از روزها با کشتی به آتن رسید.
وی پس از پیاده شدن از کشتی، برای صفا دادن به سر و روی خویش، به مغازهٔ سلمانی در شهر آتن رفت و به تصوّر این که مردم آتن از شکست سپاهیانشان در سیسیل اطلاع دارند، آنچه را که از شکست و خفّت آتنی‌ها در سیسیل به چشم خویش دیده بود، برای مرد سلمانی و سایر حضّار بیان کرد.
صاحب مغازه (مرد سلمانی) که از شنیدن این ماجراها شگفت زده شده بود، فوراً به مرکز شهر رفت و آنچه را که از مرد مسافر شنیده بود، برای اهالی آتن بازگو کرد.
امّا مردم آتن که پیروزی سپاهیانشان در جنگ سیسیل را از مسلّمات می‌دانستند و هرگز نمی‌توانستند که خبر شکست قشون خویش، آن هم شکستی چنین مفتضحانه را باور کنند، با خشم بسیار مرد بیچارهٔ مسافر را گرفتند و او را به جرم «نشر اکاذیب و جعل اخبار و تشویش اذهان عمومی» طناب پیچ کردند و او را به چرخ مجازات آویختند!
ولی طولی نکشید که اخبار جنگ سیسیل از منابع متعدد دیگر هم به آتن رسید و خبر شکست سپاهیانش در این جنگ به تواتر رسید.

## عواقب این جنگ برای یونان
مصیبت شکست در این جنگ، روحیّهٔ آتن را به کلی در هم شکست و مردم این شهر را برای مدتها غمگین و داغدار نمود. چراکه شکست در این جنگ، با تلفات و ضایعات جبران ناپذیر بسیاری همراه بود:
تقریباً نیمی از مردمان ذی الحقوق شهر (صاحبان حقوق مدنی و مزایای اجتماعی) در جریان این جنگ اسیر یا کشته شدند و بیش از نیمی از زنان آتن، بی شوهر و بدون سرپرست ماندند و تعداد بسیار زیادی از کودکان یتیم و بی پدر گردیدند.
درعین حال، متحدین آتن نیز، پس از این شکست و با وجود گرفتاری شدید اهالی این شهر، از پرداخت خراج و هرگونه کمک دیگر به آتن، سر باز کشیدند و خودداری کردند.

## آزادی برخی اسرا بخاطر شعر
البته بعدها، شماری از مردم سیراکوز که نسبت به اوری پید شاعر و چکامه سرای مشهور آتنی، دلبستگی و محبت داشتند، برخی از اسیران آتنی را آزاد نمودند و بدانان کمک کردند تا به آتن بازگردند.
اساساً بسیاری از اهالی سیسیل و مردم سیراکوز، اوری پید را بسیار دوست داشتند و هرگاه قطعه‌ای از او می‌شنیدند، آن را از بر می‌کردند و برای یکدیگر می‌خواندند و به همین دلیل هم بود که شماری از آنان به هموطنان اوری پید رحم کردند و آنان را آزاد نمودند.
گفته شده که اسیران یونانی که بواسطهٔ دلبستگی سیسیلی‌ها به اوری پید، به نعمت آزادی دست یافتند، پس از رسیدن به آتن، به حضور اوری پید رفتند و از وی تشکر نمودند و برای وی تعریف کردند که چگونه در مقابل چند قطعه از اشعار او، که از حفظ داشته‌اند و به طالبین سیسیلی آموخته‌اند، آزاد شده‌اند!
یا اینکه برای اوری پید شرح دادند که: هنگامیکه خسته و گرسنه و تشنه و پریشانحال، در مزارع سیراکوز می‌گشتند، موفق شده بودند که در مقابل خواندن قطعه‌ای از اشعار اوری پید، آب و غذا دریافت نمایند.